# Даніел Зітка
Даніел Зітка (чеськ. Daniel Zítka, нар. 20 червня 1975, Гавіржов) — чеський футболіст, що грав на позиції воротаря.
Виступав, зокрема, за клуб «Андерлехт», а також національну збірну Чехії.
Чотириразовий чемпіон Бельгії. Володар Кубка Бельгії. Дворазовий володар Суперкубка Бельгії.

## Клубна кар'єра
Народився 20 червня 1975 року в місті Гавіржов. Вихованець футбольної школи клубу «Гавіржов». У дорослому футболі дебютував 1993 року виступами за його головну команду, в якій провів один сезон. 
Згодом з 1994 по 2002 рік грав у складі команд «Вікторія» (Жижков), «Світ» (Злін), «Татран» та «Локерен».
Своєю грою за останню команду привернув увагу представників тренерського штабу клубу «Андерлехт», до складу якого приєднався 2002 року. Відіграв за команду з Андерлехта наступні вісім сезонів своєї ігрової кар'єри. За цей час чотири рази виборював титул чемпіона Бельгії.
Завершив ігрову кар'єру у команді «Спарта» (Прага), за яку виступав протягом 2010—2012 років.

## Виступи за збірні
Протягом 1994–1996 років залучався до складу молодіжної збірної Чехії. На молодіжному рівні зіграв у 2 офіційних матчах, пропустив 1 гол.
У 2007 році дебютував в офіційних матчах у складі національної збірної Чехії.
У складі збірної був учасником чемпіонату Європи 2008 року в Австрії та Швейцарії.
Загалом протягом кар'єри в національній команді, яка тривала 2 роки, провів у її формі 3 матчі.

## Титули і досягнення

### Командні
- Чемпіон Бельгії (4):

«Андерлехт»: 2003-2004, 2005-2006, 2006-2007, 2009-2010
- Володар Кубка Бельгії (1):

«Андерлехт»: 2007-2008
- Володар Суперкубка Бельгії (2):

«Андерлехт»: 2006, 2007

### Особисті
- Воротар сезону: 2007